# Platycercus venustus
La rosella del norte (Platycercus venustus) una especie de ave psitaciforme de la familia Psittaculidae endémica del norte de Australia. Fue descrito científicamente por el naturalista alemán Heinrich Kuhl que le puso como nombre científico la palabra latina venustus que significa «gracioso».

## Descripción
El perico gracioso mide unos 28 cm por lo que es el más pequeño de los rosellas excepto el perico carigualdo. Su cabeza es negra salvo las mejillas que son blancas y están sobre una lista azul de su garganta. Las plumas de su espalda y alas son negruzcas con bordes blanquecino amarillentos, mientras que sus partes inferiores son amarillas con un fino borde negro, lo que le da una apariencia escamada a la mayor parte de su cuerpo. Los laterales de sus alas y cola son azules, aunque las plumas centrales de la cola son de color verde azulado. Su pico es gris claro y el iris de sus ojos es pardo. Ambos sexos tienen un aspecto similar, y los inmaduros también aunque de tonos más apagados. 

## Distribución y hábitat
El perico gracioso ocupa el norte de Australia, desde el golfo de Carpentaria, extendiéndose por la Tierra de Arnhem hasta los Kimberleys. Su hábitat preferido son las sabanas abiertas.

## Comportamiento
No es un ave gregaria, y suele encontrarse en solitario o en parejas. Anida en los huecos de los árboles donde suele poner entre dos y tres huevos.